# Rugby Ottignies Club
Rugby Ottignies Club is een Belgische rugbyvereniging die uitkomt in de Belgische Elite League.
De club is gevestigd in Louvain-la-Neuve in de Belgische provincie Waals-Brabant. De officiële kleuren van de club zijn geel en blauw.

## Geschiedenis
De club werd opgericht in 1977 en speelde in de Belgische Elite League tot het seizoen 2011-12 toen ze degradeerden naar de 2e divisie voor het seizoen 2012/13. De club won geen grote trofeeën, maar was tweede in de editie 2003-04 van de Beker van België. Ottiginies bereikte de play-offs van het kampioenschap in drie opeenvolgende jaren tussen 2004-05 en 2006-07, maar verloor telkens in de halve finale.

## Seizoen voor seizoen.
| Seizoen | Laag | Divisie                | Liga Pos. | Play-offs    | Opmerkingen: |
| ------- | ---- | ---------------------- | --------- | ------------ | ------------ |
| 2003-04 | 1    | Belgische Elite League | 5         |              |              |
| 2004-05 | 1    | Belgische Elite League | 4         | Halve finale |              |
| 2005-06 | 1    | Belgische Elite League | 2         | Halve finale |              |
| 2006-07 | 1    | Belgische Elite League | 3         | Halve finale |              |
| 2007-08 | 1    | Belgische Elite League | 5         |              |              |
| 2008-09 | 1    | Belgische Elite League | 6         |              |              |
| 2009-10 | 1    | Belgische Elite League | 6         |              |              |
| 2010-11 | 1    | Belgische Elite League | 7         |              |              |
| 2011-12 | 1    | Belgische Elite League | 8         |              | gedegradeerd |
| 2012-13 | 1    | Belgische 2e Divisie   | —         |              |              |